# Itaboraien

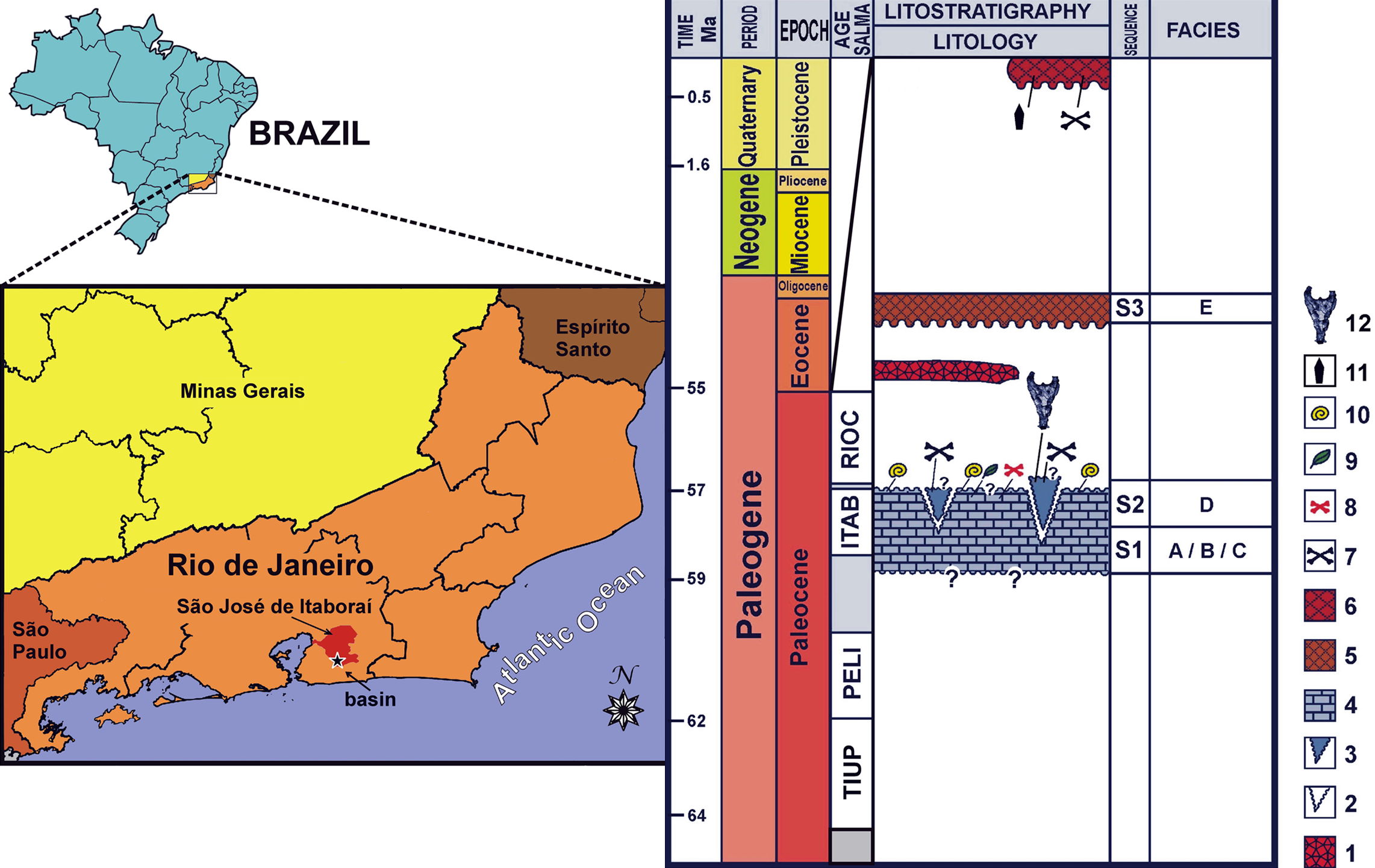
Stratigraphie et localisation du bassin d'Itaboraí.
Le crâne de crocodile indique la découverte de Sahitissuchus.

L'Itaboraien (du portugais : Itaboraiense, passé par l'anglais : Itaboraian) ou l'âge itaboraien est une période de l'époque géologique de l'Éocène inférieur (53,0 à 50,0 Ma) de l'Éocène, caractérisant l'âge des mammifères terrestres d'Amérique du Sud (SALMA). Il succède au Riochiquien (en) et précède l'âge casamayorien (en).

## Étymologie
Cet âge tire son nom d'une formation géologique sur la commune d'Itaboraí, dans le bassin dit d'Itaboraí, une municipalité du Grand Rio dans l'État de Rio de Janeiro au Brésil, non loin de Niterói.

## Gisements
| Formation                                                                                         | Pays      | sites et gisements de fossiles | Remarques | |
| ------------------------------------------------------------------------------------------------- | --------- | ------------------------------ | --------- | --- |
| Formation Itaboraí                                                                                | Brésil    | Bassin d'Itaboraí              | [ 2 ]     | \| Itaboraí Chota Bogotá Cerrejón Koluel Kaike Maíz Gordo Muñani Mogollón Las Flores, Bassin austral \| |
| Formation de Bogota                                                                               | Colombie  | Altiplano cundiboyacense       | [ 3 ]     | \| Itaboraí Chota Bogotá Cerrejón Koluel Kaike Maíz Gordo Muñani Mogollón Las Flores, Bassin austral \| |
| Formation Cerrejon                                                                                | Colombie  | Bassin Cesar                   | [ 4 ]     | \| Itaboraí Chota Bogotá Cerrejón Koluel Kaike Maíz Gordo Muñani Mogollón Las Flores, Bassin austral \| |
| Formation de Chota                                                                                | Pérou     | Bassin de Bagua                | ,         | \| Itaboraí Chota Bogotá Cerrejón Koluel Kaike Maíz Gordo Muñani Mogollón Las Flores, Bassin austral \| |
| Formation Koluel Kaike                                                                            | Argentine | Bassin du Golfe San Jorge      | [ 7 ]     | \| Itaboraí Chota Bogotá Cerrejón Koluel Kaike Maíz Gordo Muñani Mogollón Las Flores, Bassin austral \| |
| Formation de Las Flores                                                                           | Argentine | Bassin du Golfe San Jorge      | [ 8 ]     | \| Itaboraí Chota Bogotá Cerrejón Koluel Kaike Maíz Gordo Muñani Mogollón Las Flores, Bassin austral \| |
| Formation de Maiz Gordo                                                                           | Argentine | Bassin de Salta                | [ 9 ]     | \| Itaboraí Chota Bogotá Cerrejón Koluel Kaike Maíz Gordo Muñani Mogollón Las Flores, Bassin austral \| |
| Formation de Mogollón                                                                             | Pérou     | Bassins de Talara & Tumbes     | [ 10 ]    | \| Itaboraí Chota Bogotá Cerrejón Koluel Kaike Maíz Gordo Muñani Mogollón Las Flores, Bassin austral \| |
| Formation de Muñani                                                                               | Pérou     | Bassin de l'Altiplano          | [ 11 ]    | \| Itaboraí Chota Bogotá Cerrejón Koluel Kaike Maíz Gordo Muñani Mogollón Las Flores, Bassin austral \| |
| Itaboraí Chota Bogotá Cerrejón Koluel Kaike Maíz Gordo Muñani Mogollón Las Flores, Bassin austral |           |                                |           | |

## Fossiles
| Groupe                | Fossiles | Formation        | Notes  |
| --------------------- | --- | ---------------- | ------ |
| Mammifères            | Asmithwoodwardia scotti, Austropediomys marshalli, Bergqvistherium primigenia, Bobbschaefferia fluminensis, Camargomendesia pristina, Carodnia vieirai, Carolocoutoia ferigoloi, Carolopaulacoutoia itaboraiensis, Colbertia magellanica, Derorhynchus singularis, Didelphopsis cabrerai, Eobrasilia coutoi, Epidolops ameghinoi, Gashternia carioca, Gaylordia macrocynodonta, Gaylordia mater, Guggenheimia brasiliensis, Guggenheimia crocheti, Homalostylops atavus, Itaboraidelphys camposi, Lamegoia conodonta, Marmosopsis juradoi, Miguelsoria parayirunhor, Minusculodelphis minimus, M. modicum, Mirandatherium alipioi, Monodelphopsis travassosi, Palaeocladosictis mosesi, Paranisolambda prodromus, Patene simpsoni, Periprotodidelphis bergqvistae, Procaroloameghinia pricei, Protodidelphis mastodontoides, P. vanzolinii, Protolipterna ellipsodontoides, Ricardocifellia protocenica, Riolestes capricornicus, Riostegotherium yanei, Tetragonostylops apthomasi, Victorlemoinea prototypica, Xenodelphis doelloi, Zeusdelphys complicatus, ?Arminiheringia sp., Henricosbornia sp., Australidelphia indet., Borhyaenidae indet., Didelphidae indet., Didolodontidae indet., Herpetotheriidae indet., Microbiotheriidae indet., Notoungulata indet., Paucituberculata indet., Pediomyidae indet., Peradectidae indet., Polydolopidae indet., Protodidelphidae indet. | Itaboraí         | ,      |
| Mammifères            | Ernestokokenia yirunhor, Gashternia ctalehor, Henricosbornia waitehor, Seudenius cteronc, Shecenia ctirneru, ?Isotemnus ctalego, ?Peripantostylops orehor, ?Polydolops kamektsen, Kibenikhoria sp., Archaeopithecidae indet., Borhyaenidae indet., ?Litopterna indet., ?Notostylopidae indet. | Koluel Kaike     | [ 18 ] |
| Mammifères            | Anisolambda sp., Antepithecus sp., Asmithwoodwardia sp., Bardalestes sp., Bobbschaefferia sp., Camargomendesia sp., Carolopaulacoutoia sp., Colbertia sp., Derorhynchus sp., Didelphopsis sp., Epidolops sp., Ernestokokenia sp., Gashternia sp., Guggenheimia crocheti, Henricosbornia sp., Isotemnus sp., Itaboraitherium sp., Kibenikhoria sp., Marmosopsis sp., Mirandatherium sp., Monodelphopsis sp., Peripantostylops sp., Polydolops sp., Procaroloameghinia pricei, Protodidelphis sp., Shecenia sp., Trigonostylops sp., Victorlemoinea sp., Woodburnodon sp., Ceratodontidae indet., ?Patene indet. | Las Flores       | [ 19 ] |
| Mammifères            | Carodnia inexpectans | Mogollón         | ,      |
| Mammifères            | Chulpasia mattaueri, Peradectes austrinum, Perutherium altiplanense, Sillustania quechuense, Umayodus raimondi, Didelphidae indet., ?Didolodontidae indet., Notoungulata sp., Pediomyidae indet., Proteutheria indet. | Muñani           | ,      |
| Oiseaux               | Diogenornis fragilis, Eutreptodactylus itaboraiensis, Itaboravis elaphrocnemoides, Paleopsilopterus itaboraiensis | Itaboraí         | ,      |
| Oiseaux               | Latidae indet., Siluriformes indet., Tetragonopterinae indet. | Muñani           | [ 24 ] |
| Reptiles & amphibiens | Acherontisuchus guajiraensis, Anthracosuchus balrogus, Carbonemys cofrinii, Cerrejonemys wayuunaiki, Cerrejonisuchus improcerus, Pelomedusoides sp., Puentemys mushaisaensis, Titanoboa cerrejonensis | Cerrejón         | ,      |
| Reptiles & amphibiens | ?Madtsoia sp. | KoluelKaike      | [ 18 ] |
| Reptiles & amphibiens | Notocaiman stromeri | Peñas Coloradas  | [ 30 ] |
| Reptiles & amphibiens | Bretesuchus bonapartei | Maíz Gordo       | [ 31 ] |
| Reptiles & amphibiens | Apodops pricei, Coniophis cf. precedens, Corallus priscus, Hechtophis austrinus, Hoffstetterella brasiliensis, Itaboraiophis depressus, Madtsoia camposi, Paraungaliophis pricei, Paulacoutophis perplexus, Sahitisuchus fluminensis, Waincophis cameratus, Waincophis pressulus, Xenopus romeri, ?Russellophiidae indet. | Itaboraí         | ,      |
| Reptiles & amphibiens | Lorosuchus nodosus, Pelomedusoides cf. argentinensis | Río Loro         | [ 34 ] |
| Reptiles & amphibiens | cf. Coniophis sp., ?Roxochelys vilavilensis, Crocodylia indet., ?Leptodactylidae indet. | Muñani           | [ 24 ] |
| Poissons              | Dipnoi sp., Elopomorpha sp. | Cerrejón         | [ 28 ] |
| Poissons              | Lepidosiren paradoxa, Ceratodus sp. | Muñani           | [ 24 ] |
| Mollusques            | Bulimulus fazendicus | Itaboraí         | [ 35 ] |
| Flore                 | Menispina evidens | Bogotá           | [ 36 ] |
| Flore                 | Stephania palaeosudamericana | Bogotá, Cerrejón | [ 37 ] |
| Flore                 | Malvaciphyllum macondicus, Petrocardium cerrejonense, Petrocardium wayuuorum | Cerrejón         | ,      |

## Corrélations
| Formation                                                                                         | Itaboraí         | Las Flores         | Koluel Kaike       | Maiz Gordo      | Munani                | Mogollón        | Bogota                   | Cerrejon         | Yprésien (IUCS) • Wasatchien (NALMA) Bumbanien (ALMA) • Mangaorapaéen (NZ)                              |
| Bassin                                                                                            | Itaboraí         | Golfe de San Jorge | Golfe de San Jorge | Salta           | Bassin de l'Altiplano | Talara & Tumbes | Altiplano cundiboyacense | César-Rancheria  | \| Itaboraí Chota Bogotá Cerrejón Koluel Kaike Maíz Gordo Muñani Mogollón Las Flores, Bassin austral \| |
| Country                                                                                           | Brésil           | Argentine          | Argentine          | Argentine       | Pérou                 | Pérou           | Colombie                 | Colombie         | \| Itaboraí Chota Bogotá Cerrejón Koluel Kaike Maíz Gordo Muñani Mogollón Las Flores, Bassin austral \| |
| ------------------------------------------------------------------------------------------------- | ---------------- | ------------------ | ------------------ | --------------- | --------------------- | --------------- | ------------------------ | ---------------- | --- |
| Carodnia                                                                                          |                  |                    |                    |                 |                       |                 |                          |                  | \| Itaboraí Chota Bogotá Cerrejón Koluel Kaike Maíz Gordo Muñani Mogollón Las Flores, Bassin austral \| |
| Gashternia                                                                                        |                  |                    |                    |                 |                       |                 |                          |                  | \| Itaboraí Chota Bogotá Cerrejón Koluel Kaike Maíz Gordo Muñani Mogollón Las Flores, Bassin austral \| |
| Henricosbornie                                                                                    |                  |                    |                    |                 |                       |                 |                          |                  | \| Itaboraí Chota Bogotá Cerrejón Koluel Kaike Maíz Gordo Muñani Mogollón Las Flores, Bassin austral \| |
| Victorlemoinea                                                                                    |                  |                    |                    |                 |                       |                 |                          |                  | \| Itaboraí Chota Bogotá Cerrejón Koluel Kaike Maíz Gordo Muñani Mogollón Las Flores, Bassin austral \| |
| Polydolopimorphie                                                                                 |                  |                    |                    |                 |                       |                 |                          |                  | \| Itaboraí Chota Bogotá Cerrejón Koluel Kaike Maíz Gordo Muñani Mogollón Las Flores, Bassin austral \| |
| Oiseaux                                                                                           |                  |                    |                    |                 |                       |                 |                          |                  | \| Itaboraí Chota Bogotá Cerrejón Koluel Kaike Maíz Gordo Muñani Mogollón Las Flores, Bassin austral \| |
| Reptiles                                                                                          |                  |                    |                    |                 |                       |                 |                          |                  | \| Itaboraí Chota Bogotá Cerrejón Koluel Kaike Maíz Gordo Muñani Mogollón Las Flores, Bassin austral \| |
| Poisson                                                                                           |                  |                    |                    |                 |                       |                 |                          |                  | \| Itaboraí Chota Bogotá Cerrejón Koluel Kaike Maíz Gordo Muñani Mogollón Las Flores, Bassin austral \| |
| Flore                                                                                             |                  |                    |                    |                 |                       |                 |                          |                  | \| Itaboraí Chota Bogotá Cerrejón Koluel Kaike Maíz Gordo Muñani Mogollón Las Flores, Bassin austral \| |
| Environnements                                                                                    | Alluvio-lacustre | alluvio-fluvial    | alluvio-fluvial    | Fluvio-lacustre | lacustre              | Fluvial         | Fluvio-deltaïque         | Fluvio-deltaïque | Volcanoclastiques itaboraiens Faune itaboraienne Flore itaboraienne                                     |
| Volcanique                                                                                        |                  |                    | Oui                |                 |                       |                 |                          |                  | Volcanoclastiques itaboraiens Faune itaboraienne Flore itaboraienne                                     |
| Itaboraí Chota Bogotá Cerrejón Koluel Kaike Maíz Gordo Muñani Mogollón Las Flores, Bassin austral |                  |                    |                    |                 |                       |                 |                          |                  | |